# Geheime Staatsconferentie
De Geheime Staatsconferentie (Duits: Geheime Staatskonferenz) was een raadgevend lichaam in het keizerrijk Oostenrijk dat regeerde namens de geestelijk onvolwaardige keizer Ferdinand I.
De conferentie werd bij testament in het leven geroepen door Ferdinands vader en voorganger Frans I. Het doel van het orgaan was het ontlasten van Ferdinand en het enigszins inperken van de macht van kanselier Klemens von Metternich. De voorzitter was Frans' broer aartshertog Lodewijk; de andere leden waren Frans' zoon aartshertog Frans Karel, Metternich en Franz Anton von Kolowrat-Liebsteinsky.
Metternich was belast met Buitenlandse Zaken en was met Lodewijk een aanhanger van het absolutisme. Kolowrat, verantwoordelijk voor Binnenlandse Zaken en Financiën, was daarentegen relatief liberaal. De Geheime Staatsconferentie viel in de Maartrevolutie van 1848 uiteen. Metternich moest vluchten terwijl Kolowrat de eerste constitutionele premier werd.